# Explosion atomique
 (juin 2022).
Une explosion atomique ou explosion nucléaire est le résultat de l'explosion d'une arme nucléaire. La première explosion nucléaire provoquée par l'homme est Trinity, qui a lieu aux États-Unis le 16 juillet 1945 près d'Alamogordo (Nouveau-Mexique).
Une explosion atomique ne distingue généralement pas l'explosion d'une bombe A (à fission) de celle d’une bombe H (à fusion). Ses caractéristiques sont :
- l'énergie libérée (exprimée en kilotonnes ou mégatonnes de TNT – une tonne de TNT développant 109 calories, soit 4,18 × 109 joules), de plusieurs ordres de grandeur supérieurs aux explosifs conventionnels ;
- l'effet du flash thermique, spécifique à cette arme, qui a un effet incendiaire et est susceptible de déclencher des incendies massifs ;
- l'impulsion électromagnétique, qui s'étend sur une plus grande surface si l'explosion a lieu en altitude ;
- les radiations émises par l'explosion et (éventuellement) par les retombées.

Ces facteurs expliquent la puissance et les conséquences redoutables de l'explosion atomique.
L'énergie produite par une réaction en chaîne divergente a pour effet immédiat de vaporiser et disloquer l'engin, qui cesse alors d'être dans un état critique, à la fois parce que la température s'élève et parce que la matière se disperse. La réaction en chaîne peut donc cesser dès que l'énergie libérée est capable de disloquer l'engin dans cette explosion, ce qui ne représente a priori que l'équivalent de quelques kilogrammes d'explosif.
De ce fait, il n'est pas possible de réaliser accidentellement une « explosion atomique » proprement dite, à partir d'un simple accident de criticité, ou à la suite d'un accident nucléaire.
Pour atteindre des dégagements d'énergie d'intérêt militaire, il faut une conception spécifique et soignée de l'engin pour que la criticité soit au départ très importante, et soit maintenue suffisamment longtemps jusqu'à la dislocation : c'est l'objet de la conception délicate d'une bombe A, et de la conception encore plus délicate d'une bombe H.

Déroulement d'une explosion atomique au sol.

## Physique de l'explosion

### Libération de l'énergie

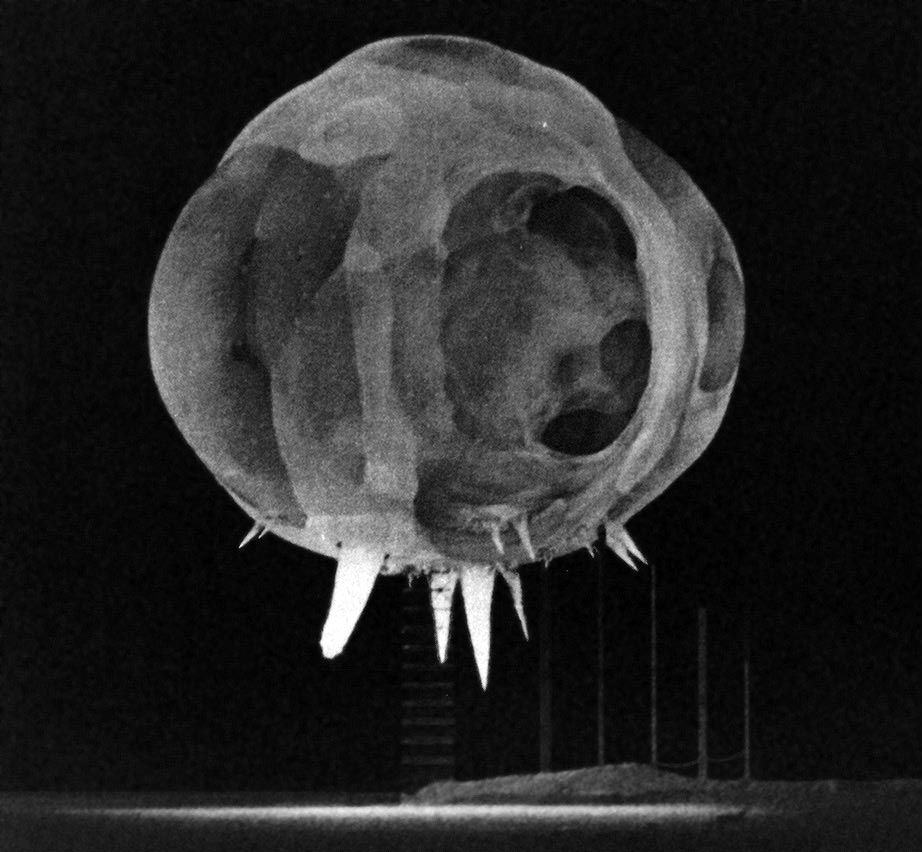
Boule de feu saisie avec une exposition d’une milliseconde après la détonation. On aperçoit encore la base de la tour de tir au sommet de laquelle était installée la bombe (14 kt, 1952). Les « pattes » en bas de l'explosion sont les câbles de maintien de la tour en train de se sublimer.

La première phase de l'explosion atomique (de 0 à 10−6 seconde) est la réaction en chaîne, qui produit l'énergie atomique.
Lorsque la masse critique est atteinte, que ce soit dans le cas du plutonium ou de l'uranium, une réaction en chaîne se déclenche.
Chaque fission libère de l'ordre de 3,2 × 10−11 J. Pour produire par fission une énergie équivalente à 20 kilotonnes de TNT (un peu plus que la puissance de la bombe atomique larguée sur Hiroshima), soit 8,4 × 1013 J, la réaction en chaîne doit porter sur environ 2,6 × 1024 fissions, c'est-à-dire 4,3 moles, ce qui représente la fission d'un kilogramme de matière nucléaire.
Dans les armes modernes, l'explosion initiale d'une bombe A est tout d'abord dopée, puis dans une bombe H, l'énergie obtenue est utilisée pour déclencher la fusion d'un second étage.
L'explosion initiale de l'engin nucléaire créé de l'énergie sous quatre formes, qui vont interagir avec l'environnement pour dissiper l'énergie globale :
- les fissions nucléaires et fusions éventuelles ont créé un flash de rayons gamma ; mais ce rayonnement gamma initial sera généralement capturé par l'enveloppe de l'engin ; on estime généralement que seulement 1 % de ce rayonnement gamma primaire s'échappera de l'engin pour avoir des conséquences extérieures. La majorité de cette énergie contribuera donc simplement à vaporiser l'enveloppe du dispositif ;
- les fissions nucléaires et fusions éventuelles ont également créé un flash de neutrons, neutrons lents créés par fission nucléaire (2 à 3 MeV par neutrons) ou neutrons rapides (14 MeV) créés par fusion nucléaire ;
- la matière constitutive de l'engin a reçu de l'énergie cinétique (à raison de ~ 200 MeV par fission nucléaire et 3,5 MeV par fusion nucléaire). Cette énergie, dissipée localement, a conduit l'engin explosif à des conditions extrêmes de température (supérieures à 107 K) et de pression, concentrées dans le périmètre initial de l'engin ;
- des produits de fission (et de la matière radioactive non fissionnée) représentent une énergie potentielle de radiation radioactive, laquelle deviendra prépondérante que plus tardivement.

À partir du dégagement initial d'énergie, une explosion nucléaire atmosphérique connaît cinq phases qui correspondent à différents modes de transfert de l'énergie.
- dépôt radiatif et formation de la boule de feu (quelques microsecondes) ;
- (A) transfert radiatif de l'énergie, étendant la boule de feu (quelques microsecondes à une milliseconde) ;
- (B) formation de l'onde de choc, extension de la surpression (d'une ms à moins d'une seconde) ;
- (C) flash thermique et refroidissement progressif de la boule de feu (0,1 à 10 secondes) ;
- (D) formation du champignon (plusieurs secondes, voire minutes), élévation et dissipation du champignon, et retombées et pluie noire éventuelles (de quelques minutes jusqu'à plusieurs mois pour les retombées).

La durée de ces dernières phases peut fortement varier en fonction de l'intensité, de l'altitude, de la nature de la bombe, des conditions météorologiques et de la nature du terrain dans le cas d'une explosion souterraine ou à faible altitude.

### Boule de feu et surpression

#### Dépôt radiatif

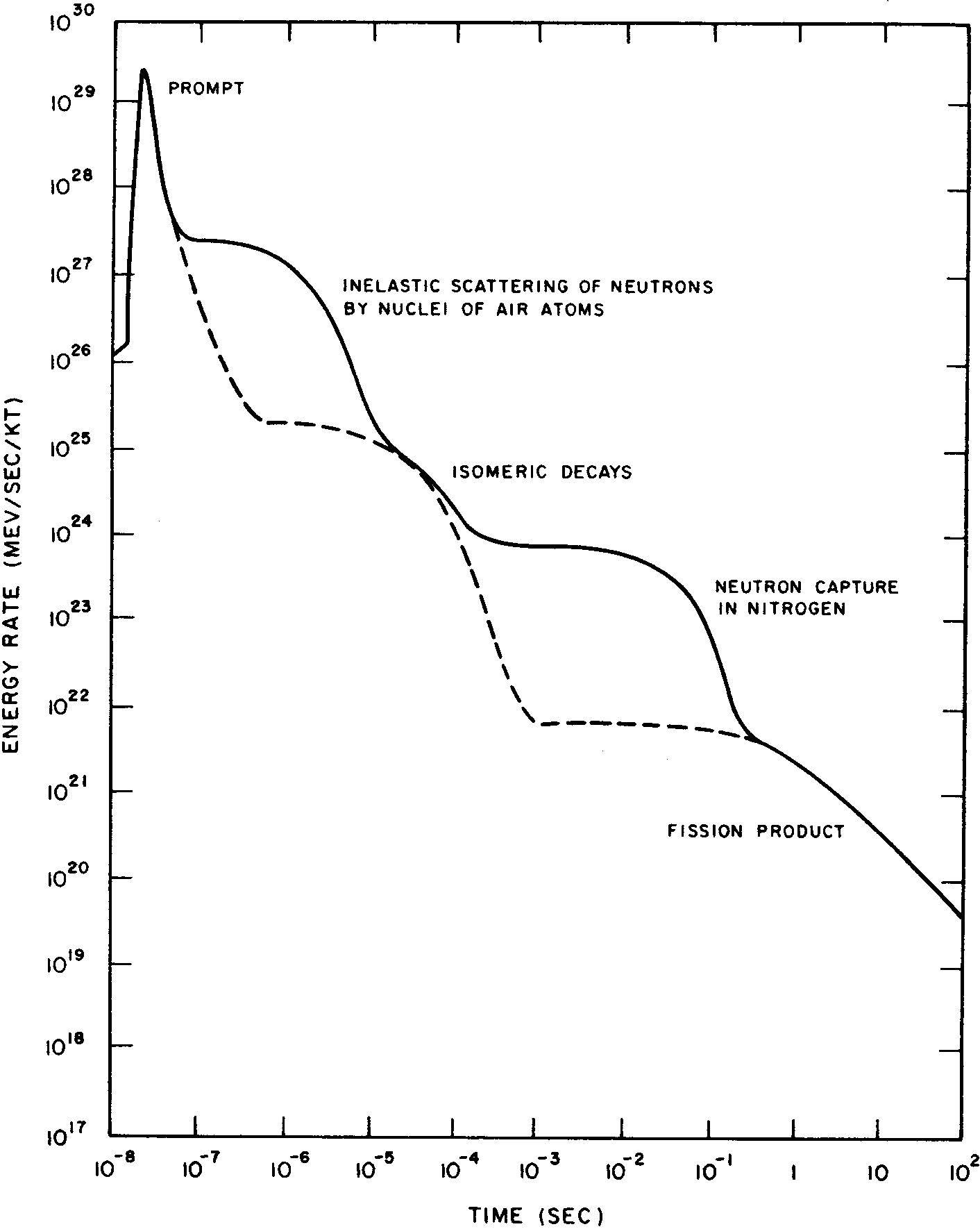
Émission d'énergie gamma calculée par kilotonne d'énergie produite au cours du temps par une explosion nucléaire hypothétique. La ligne pointillée correspond à une explosion exo-atmosphérique.

La phase de dépôt radiatif proprement dite prend place dès les premières microsecondes. Initialement, l’énergie est libérée par la réaction nucléaire essentiellement sous forme de rayons γ et de neutrons. Ces rayonnements étant absorbés par l'air en quelques mètres, les radiations interagissent avec les matériaux environnants et leur transfèrent l'énergie.
Le dépôt radiatif dû au rayonnement gamma se fait de trois manières successives :
- le flash gamma initial a une puissance de l'ordre de 1028 MeV/s/kt et une durée de l'ordre de 10−6 s ; il est majoritairement absorbé par l'enveloppe de l'engin ;
- la désexcitation des états isomériques des produits de fission conduit à un rayonnement gamma de l'ordre de 1025 MeV/s/kt sur une durée de l'ordre de 10−4 s ;
- le rayonnement gamma associé aux produits de fission les plus instables est de l'ordre de 1022 MeV/s/kt jusqu'à quelques dizaines de secondes.

Par la suite, le rayonnement gamma des produits de fission continue à décroître, mais est conventionnellement associé à la radioactivité secondaire.
Les rayons gamma sont pénétrants dans l'atmosphère, mais ionisent l'air sur leur passage, le chauffant et le rendant opaque.
En parallèle, le flash neutronique contribue également à l'ionisation et à l'émission de rayonnement gamma :
- dans un premier temps, la diffusion inélastique des neutrons sur la matière environnante conduit à des émissions gamma de l'ordre de 1027 MeV/s/kt pendant 10−5 s ;
- dans un deuxième temps, la capture neutronique par l'azote de l'air (créant du carbone 14) créé des émissions gamma de l'ordre de 1024 MeV/s/kt jusqu'à 1/10e de seconde.

#### Phase A de transfert radiatif

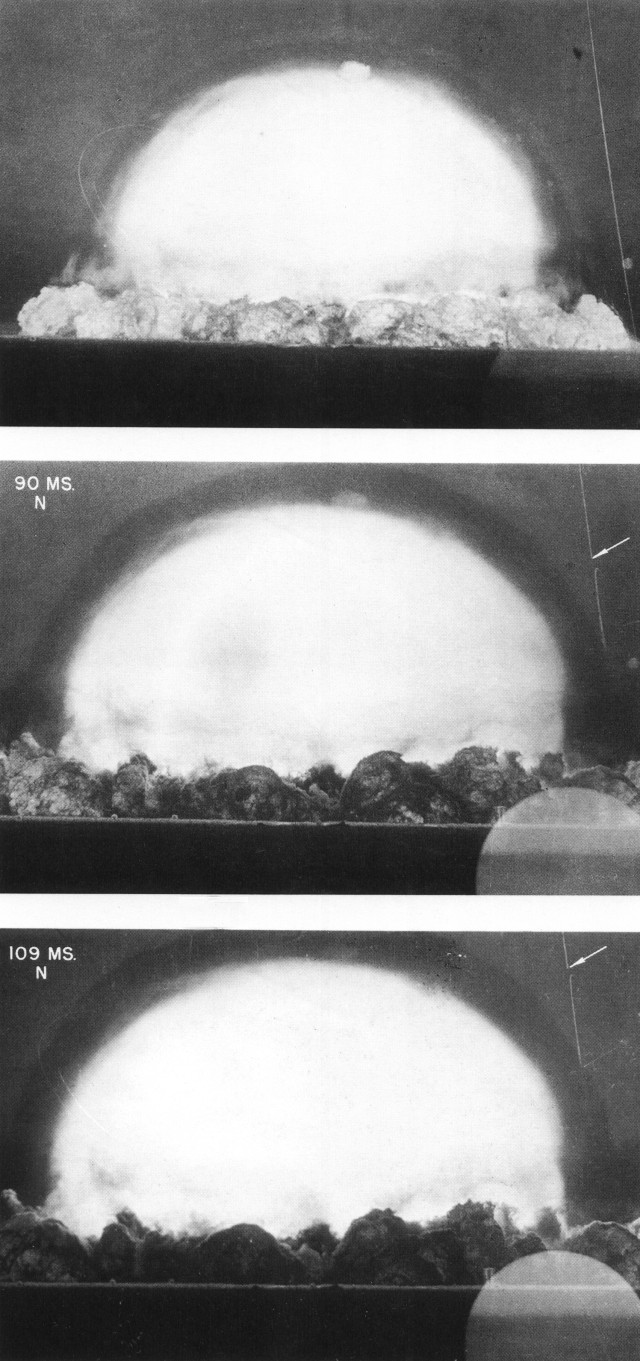
On distingue l'onde de choc qui précède le front de la boule de feu : elle perturbe une fine colonne de fumée (flèche) (18 Kt, 1945).

À cette phase initiale succède la phase A, durant laquelle le principal mécanisme de transfert de l'énergie est le transfert radiatif.
La température de la matière environnante monte, dépassant localement le million de degrés Celsius, pour donner naissance à une sphère de plasma : la boule de feu (masse sphérique de gaz incandescents).
Se comportant comme un corps noir, la boule de feu émet un rayonnement thermique intense, d’abord principalement sous forme de rayons X. Mais l’atmosphère étant peu transparente à ces derniers, ils sont réabsorbés en quelques mètres, ce qui fait monter la température de l'air environnant et le transforme à son tour en plasma. La boule de feu connaît alors une expansion rapide, et son rayon atteint quelques dizaines de mètres ; cette phase dure quelques centaines de microsecondes. Avec l'expansion de la boule de feu, la densité d'énergie diminue, ce qui correspond à une baisse de la température.
À ce stade, la boule de feu rayonne librement dans l'air dans les ondes visibles, ce qui provoque un premier flash lumineux très bref,.
Au sein même de la boule de feu, d'éventuelles fluctuations de température sont rapidement atténuées par le transfert radiatif, et la température est relativement homogène. À sa frontière, la boule de feu n'a pas encore de limite franche, mais suit l'atténuation déterminée par le libre parcours moyen des radiations.

#### Phase B de transfert d'onde de choc
La phase B de l'explosion se caractérise par l'apparition d'un transfert d'énergie mécanique. Quand la boule de feu se refroidissant, atteint les 300 000 °C, sa vitesse d'expansion par transfert radiatif devient égale à la vitesse du son dans le plasma. À ce moment, une onde de choc se forme à la surface de la boule de feu : c'est la « séparation hydrodynamique », moment où la boule de feu a son premier maximum de brillance.
Le plasma de la boule de feu est à haute température, mais sa densité est restée celle du milieu environnant, ce qui conduit à de hautes pressions. Dans les millisecondes qui suivent, la boule de feu commence à se dilater, les ions du plasma transférant de l'énergie cinétique aux molécules d'air environnantes. L'intensité de l'onde de choc est telle qu'elle rend initialement l'air opaque, diminuant la luminosité apparente de la boule de feu. Puis l'onde de choc se détache de la boule de feu en expansion, et redevient progressivement transparente. Au bout de quelques centaines de millisecondes, la boule de feu, dont le rayon dépasse plusieurs centaines de mètres, devient visible, provoquant un deuxième maximum de l'intensité lumineuse. Ce double maximum d'intensité lumineuse est une caractéristique d'une explosion atomique.

#### Phase C du flash thermique
À ce stade débute la phase C qui, outre la propagation de l’onde de choc dans l'air (connue sous le nom de souffle), se caractérise par l'émission d'un rayonnement thermique et lumineux très important : le flash thermique. La boule de feu continue à grossir, à la fois par dilatation et par transfert radiatif des rayons X, et atteint son diamètre maximal en quelques secondes (autour de 2,2 km en 10 s pour 1 Mt). Son expansion fait diminuer la densité d'énergie : la boule de feu se refroidit. Son rayonnement thermique « glisse » des rayons X vers l’ultraviolet, la lumière visible et l’infrarouge. L'air étant transparent à ces dernières longueurs d'onde, le rayonnement thermique peut alors se propager sur plusieurs dizaines de kilomètres. L'énergie contenue dans la boule de feu n'étant plus sous une forme contenue par l'opacité de l'atmosphère, elle peut alors se disperser massivement, sous forme d'un flash thermique. Intense, il brûle et enflamme des objets à distance.
La puissance thermique rayonnée au cours du temps a ainsi une forme caractéristique des explosions nucléaires, deux pics séparés par un minimum. Le premier maximum correspond au flash lumineux apparaissant avant l'onde de choc ; le deuxième plus long correspond au flash thermique.
L'essentiel des dégâts observés sur la faune et la flore terrestre ou marine dans un rayon de quelques kilomètres est provoqué pendant les quelques secondes que dure la phase C, par la brûlure thermique, ou par le choc entraîné par l'effet de souffle.
La formation progressive du nuage radioactif caractérise la phase D de l'explosion.

### Formation du champignon

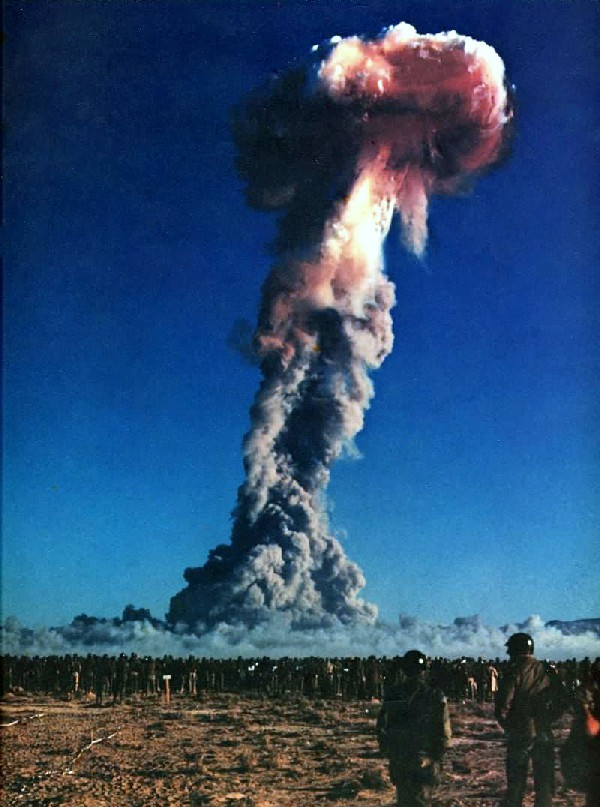
Exercice nucléaire Desert Rock IV au site d'essais du Nevada, 1952.

Par convection, la boule de feu s'élève rapidement du fait de sa température. En se refroidissant, elle cesse d'émettre de la lumière visible (donc cesse d'être incandescente). Le « champignon » qui se forme alors est un pyrocumulonimbus, c'est-à-dire un nuage de type cumulonimbus formé par une source de chaleur autre que le rayonnement solaire. La forme visible de ce nuage, qui ne correspond pas exactement au « nuage radioactif » est due à la condensation de la vapeur d'eau aspirée dans la partie centrale, reprise par les mouvements tourbillonnaires toroïdaux de la partie supérieure, et entraînée par les courants descendants extérieurs vers les basses couches où l'eau s'évapore.
En principe, il atteint la stratosphère soit environ 20 km d'altitude pour une explosion de 1 Mt puis il s'écrase horizontalement sur une distance de 35 km de diamètre pour 1 Mt.
Les produits de fission et les débris de l'engin explosif, qui avaient été transformés en plasma par l'explosion, refroidissent et se condensent en fines particules de 10 nm à 20 μm de diamètre.
Postérieurement à l'explosion atmosphérique l'intégralité des substances se trouvant dans l'arme sont répandues dans l'atmosphère (en premier lieu) et sur le sol (à terme). Les principales matières radioactives sont les suivantes :
- la proportion non fissionnée de la matière fissile (uranium 235 et uranium 238 ou plutonium 239) ;
- les produits de fission dont la masse est le complément à 100 % de la masse initiale de matière fissile ;
- des produits d'activation des structures constitutives de l'arme.

Si la boule de feu, au moment de sa formation, n'a pas touché le sol, le nuage est plutôt blanc, il contient surtout de l'oxyde d'azote issu de l'échauffement des composants de l'atmosphère absorbés par la boule de feu, de la vapeur d'eau et une faible quantité de débris (poussières, gaz) rendus fortement radioactifs par la présence de radionucléides issues de la réaction nucléaire initiale.
Ces particules sont entraînées dans la stratosphère, particulièrement si l'énergie dépasse 10 kt.
Dans une explosion de surface, une grande partie des matériaux en surface est pulvérisée et vaporisée par l'explosion, et est entraînée dans le nuage radioactif ; il prend alors une couleur marron. Quand il se condense, ce matériau génère une grande quantité de particules de 100 nm à quelques millimètres de diamètre. Dans ce cas, les particules deviennent contaminés par les produits de fission et les produits d'activation qui s'y condensent. Il peut s'y ajouter la suie des incendies. Plus de la moitié de la radioactivité due à l'engin explosif peut se retrouver piégée dans ces débris, qui peuvent retomber sur terre en moins de 24 heures.
Dans ce cas, les retombées radioactives locales seront beaucoup plus importantes. Les premières retombées arrivent ainsi moins d'une heure après l'explosion. La composition chimique des éléments radioactifs conduit à une stratification chimique, les composés les moins volatils, qui se condensent en premier, se fixent sur les particules les plus grosses qui tombent localement ; les composés plus volatils se déposent par la suite et plus loin. Une contamination sévère peut s'étendre bien au-delà des limites de l'effet thermique et du souffle, surtout dans le cas d'une explosion de surface de forte puissance.
Dans certains cas, pendant que le reste du nuage s'élève, les particules les plus grosses des débris aspirés dans la colonne retombent en cascade le long de la colonne ascendante du champignon atomique vers le sol, sous la forme d'un cône qui entoure la partie haute de la colonne en s'évasant vers le bas, formant une « jupe » dont la forme rappelle la collerette des amanites.

### Cas particulier des explosions dans l'espace
L'absence d'atmosphère pour absorber les rayonnements initialement formés modifie la répartition des énergies diffusées et la portée de leurs effets.
À la suite de la détonation d’une arme nucléaire au niveau de l’orbite basse (quelques centaines de km d'altitude) de la Terre, voici la séquence d’événements qui aurait lieu. Durant les premières dizaines de nanosecondes : les puissants rayons γ nés de l’explosion sont arrêtés par les molécules neutres de la haute atmosphère à 30 ou 40 km d’altitude. Ces collisions aboutissent à l’émission simultanée d’électrons de forte énergie (effet Compton). Ce grand nombre de charges en déplacement rapide dans la même direction génère une puissante impulsion électromagnétique qui peut endommager ou détruire les circuits sensibles des appareils électroniques sur une grande partie de la Terre (une étendue comparable à celle d'où l'explosion est visible).
Durant les secondes suivantes, en l’absence d’atmosphère pour absorber et générer des effets thermiques ou mécaniques, 70 % de l’énergie de l’explosion est émise sous forme de rayons X. Ces rayons X durs sont assez puissants pour pénétrer et « cuire » les systèmes électroniques des satellites dans l’espace voisin. Au même instant, les débris de la bombe sous forme de gaz ionisé sont projetés à plusieurs centaines de kilomètres d’altitude. Ces particules chargées interagissent avec le champ magnétique de la Terre, ce qui le distord et crée un gigantesque champ électrique de basse fréquence. Quoique ce champ soit faible (1 millivolt par mètre), il va induire dans les longs câbles terrestres et sous-marins des courants de forte intensité, faisant disjoncter des installations électriques et téléphoniques même à grande distance du point d’explosion (au-delà de l'horizon). Ces effets sont de même nature que ceux que peuvent être produits par un orage magnétique de forte intensité, comme lors de l'éruption solaire de 1989.
Ces particules ionisées (électrons et protons) sont finalement capturées et accélérées par le champ magnétique terrestre, puis injectées dans la magnétosphère où elles pourraient rester piégées des années. Le résultat serait une augmentation de l’intensité, de la taille et du nombre des ceintures de radiations de la Terre, ce qui en quelques mois endommagerait l’électronique d’une grande partie de la flotte des satellites en orbite et rendrait le voyage des humains dans l'espace impossible pendant quelques mois à plusieurs années.

## Effets
Les bombes thermonucléaires ont des effets semblables aux autres armes nucléaires. Cependant, elles sont généralement plus puissantes que les bombes A, donc les effets peuvent être plus importants.

### Répartition de l'énergie dissipée
Pour référence, l'énergie dissipée par l'explosion nucléaire d'Hiroshima (environ 1/60e de mégatonne TNT, soit plus de 69 térajoules) s'est partagée en 15 % de radiations, 35 % de rayonnements thermiques et 50 % d'onde de choc.
Cette répartition peut varier en fonction :
- de la puissance de la bombe : les petites puissances maximalisent les effets par rayonnements ionisants (radiations), les fortes puissances les effets thermiques ;
- de la « géométrie » de l'arme. On pense là à la « bombe à neutrons » : augmentation de la part de l'énergie sous forme de rayonnements ionisants ;
- du milieu où a lieu l'explosion :
  - aérienne (à distance de la surface) : maximalise les effets thermiques, mécaniques, et la surface touchée. Utilisée pour détruire des cibles « douces » comme des villes ou des unités militaires non préparées. C'était le cas de la bombe d'Hiroshima qui a explosé à une altitude de 500 m,
  - au contact (ou sous le niveau) de la surface : beaucoup d'énergie mécanique avec génération d'une onde de choc sismique et d'un cratère, les retombées radioactives sont très importantes. Utilisée pour détruire des cibles « durcies » tel les bunkers, les abris souterrains ou les silos de missiles. Les effets thermiques et l'onde de choc aérien sont diminués,
  - dans le quasi-vide de l'espace ou de la haute atmosphère : surtout des rayonnements ionisants, avec un très grand rayon d’action. Peu d’effets thermiques. Presque aucun effet mécanique. Il existe par contre, dans ce cas, des effets assez « exotiques » : voir ci-dessous ;
- des conditions météorologiques :
  - les nébulosités (nuages, brouillard) ou la présence de neige au sol peuvent beaucoup diminuer ou augmenter « l'efficacité » du rayonnement thermique de la bombe,
  - des phénomènes d'inversions de la température de l'air peuvent également dévier les ondes de chocs et ainsi diminuer les dommages à distance du point zéro.

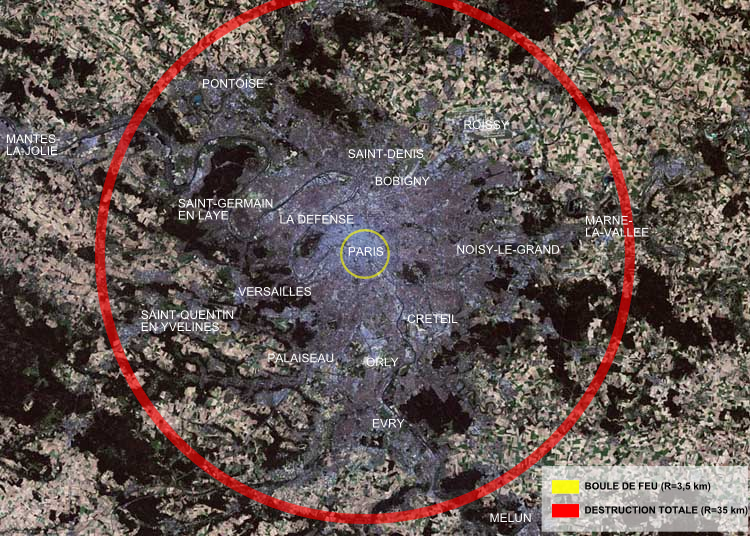
Rayon de l'onde de choc de la Tsar Bomba comparé à Paris.

### Effet mécanique
L'explosion crée une onde de choc supersonique, suivie d'un vent violent,. Ces phénomènes détruisent les bâtiments et tuent par chute ou écrasement des personnes. Dans le cas de Hiroshima jusqu'à 500 m de l'hypocentre, les bâtiments en béton armé sont gravement endommagés (tel le centre de promotion de l'industrie à Hiroshima, renommé Mémorial de la paix). Jusqu'à 2,6 km, les constructions en bois seront jugées irréparables. Les édifices en brique sont détruits jusqu'à 1,6 km, irréparables jusqu'à 2 km.

### Effets thermiques
Une part importante de l'énergie libérée par l'explosion l'est sous forme de rayonnements. Le rayonnement thermique peut provoquer des incendies ou des brûlures importantes sur une large surface. Dans le cas de Hiroshima, le bois sec s'enflamme spontanément jusqu'à 900 m de l'hypocentre ; la moitié des personnes exposées subissent des brûlures du 3e degré à 2,1 km de l'hypocentre, du 2e degré à 2,6 km, du 1er degré (« coup de soleil ») à 3,6 km et aucune brûlure au-delà de 4,6 km.

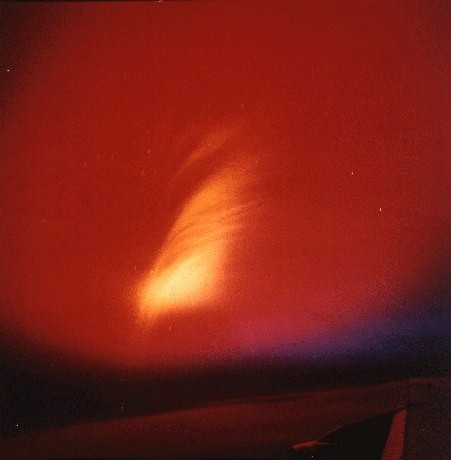
Aurore formée au-dessus de l'atmosphère par les débris d'une bombe de 1,4 Mt qui vient d'exploser à 400 km d'altitude. L'aurore artificielle dura environ 15 minutes. À 1200 km de là, des lignes à haute tension disjonctèrent. Une partie des satellites en orbite à cette époque furent victimes d'avaries dans les semaines qui suivirent (1962).

### Effets radiologiques
Dans une bombe H classique, les rayonnements ionisants (rayons gamma et neutrons) jouent un faible rôle, leur zone d'influence étant moins étendue que les autres effets. Cependant, dans le cas de la bombe à neutrons, les autres effets étant très limités (la majeure partie de la puissance étant émise sous forme de neutrons), une dose mortelle de neutrons est émise dans un rayon de quelques kilomètres[réf. souhaitée].

### Effets électromagnétiques
L'ionisation de l'air lors de l'explosion crée une décharge électromagnétique, qui perturbe les communications radio et peut endommager des équipements électroniques.

### Effets radioactifs (retombées)
L'effet radioactif de la bombe H est inférieur à celui des bombes A. Les principaux polluants radioactifs sont ceux générés par la fission de l'amorce et des composants annexes. En effet, la réaction de fusion libère très peu de composés radioactifs (juste du tritium non fusionné). L'amorce libère des produits de fission radioactifs, mais sa puissance est faible. Cependant, si l'enveloppe est en uranium, il se produit une seconde réaction de fission à l'issue de la réaction de fusion (bombe fission-fusion-fission) : la puissance de la bombe est doublée, mais les retombées sont multipliées d'un facteur supérieur à 10[réf. nécessaire].
La bombe H Castle Bravo, d'une puissance de 15 mégatonnes et testée dans l'atoll de Bikini en 1954, a toutefois provoqué un drame humain et écologique dans une zone de plusieurs centaines de kilomètres autour du lieu d'explosion. Ces conséquences ont déclenché un mouvement d'opinion global critique à l'égard des tests et, plus généralement, du développement d'armes nucléaires.

## Conséquences pour les êtres humains
L'explosion nucléaire est un phénomène physique qui survient lors du fonctionnement d'une bombe nucléaire. Cette dernière est en principe utilisé comme arme. La partie suivante développe donc les conséquences médicales de cette explosion sur les populations civiles ou les combattants.

### Effets médicaux
Dans cette section, les blessures décrites sont souvent le résultat de circonstances cumulatives ; une seule victime peut souffrir à la fois de brûlures thermiques, de plusieurs traumatismes et d'une irradiation. Même modéré, leur cumul peut être fatal, d'autant que la désorganisation qui suit l'attaque rend l'accès aux soins problématique. Enfin, la composante psychologique traumatique est difficilement quantifiable ici.

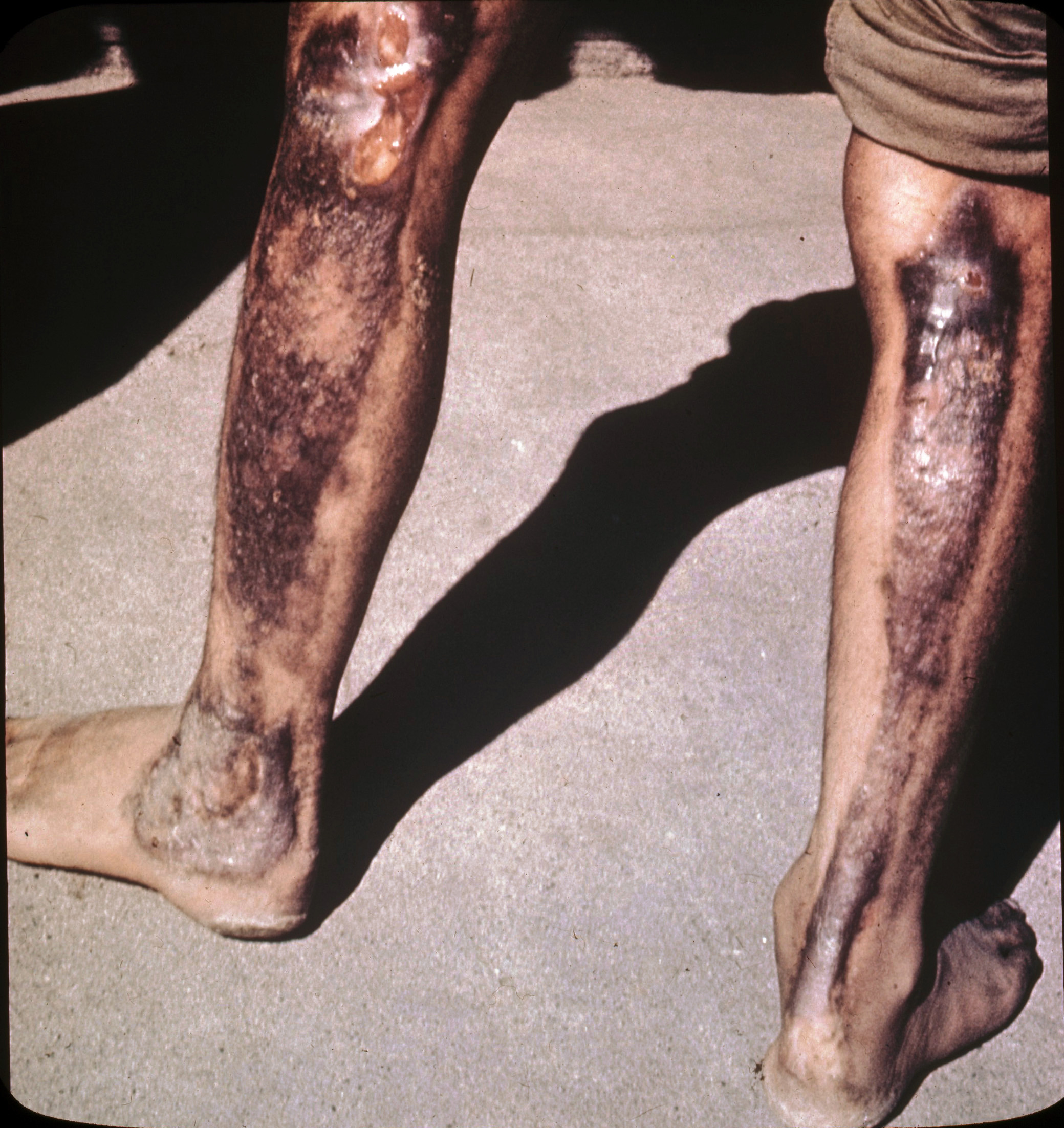
Brûlures thermiques caractéristiques (« directionnelles ») dues au flash thermique, ici de la bombe A utilisée à Hiroshima.

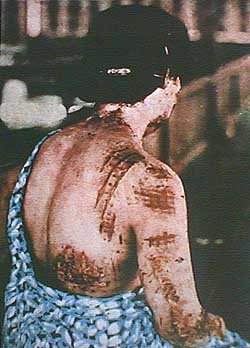
Les brûlures de cette femme suivent le motif de son kimono. Les parties foncées du tissu ont absorbé le rayonnement thermique, se sont échauffées et ont brûlé la peau en contact, alors que les parties claires ont réfléchi ce rayonnement qui a alors épargné la peau.

#### Flash lumineux et rayonnement thermique de l'explosion
Ils entraînent des blessures selon deux mécanismes. D'une part, des personnes à l'extérieur des bâtiments subissent des brûlures de la peau exposée. Le port de vêtements, en particulier clairs, peut apporter une certaine protection. Les distances estimées pour lesquelles surviennent des brûlures du deuxième degré pour 50 % des personnes exposées protégées par un treillis militaire sont ainsi de : 369 m pour un engin de 1 kt, 1 100 m pour 10 kt, 3 km pour 100 kt, 8 km pour 1 Mt. Dans le cas particulier des personnes regardant par accident directement la boule de feu, la rétine peut être endommagée ou brûlée, induisant un risque de cécité temporaire ou définitive, et ceci même à très grande distance.
D'autre part, de façon indirecte, le rayonnement thermique entraîne nombre d'incendies, y compris à distance du point zéro. Les personnes exposées sont blessées ou tuées dans ces incendies (brûlures, asphyxie…). Par exemple, un engin de 35 kt peut enflammer un rideau de fenêtre en coton à 3,8 km. Un engin de 1 Mt déclenche des feux jusqu'à 16 km. À Hiroshima, les multiples incendies se réunirent en une tempête de feu qui dura 16 heures, dévasta 11 kilomètres carrés et y piégea les victimes.

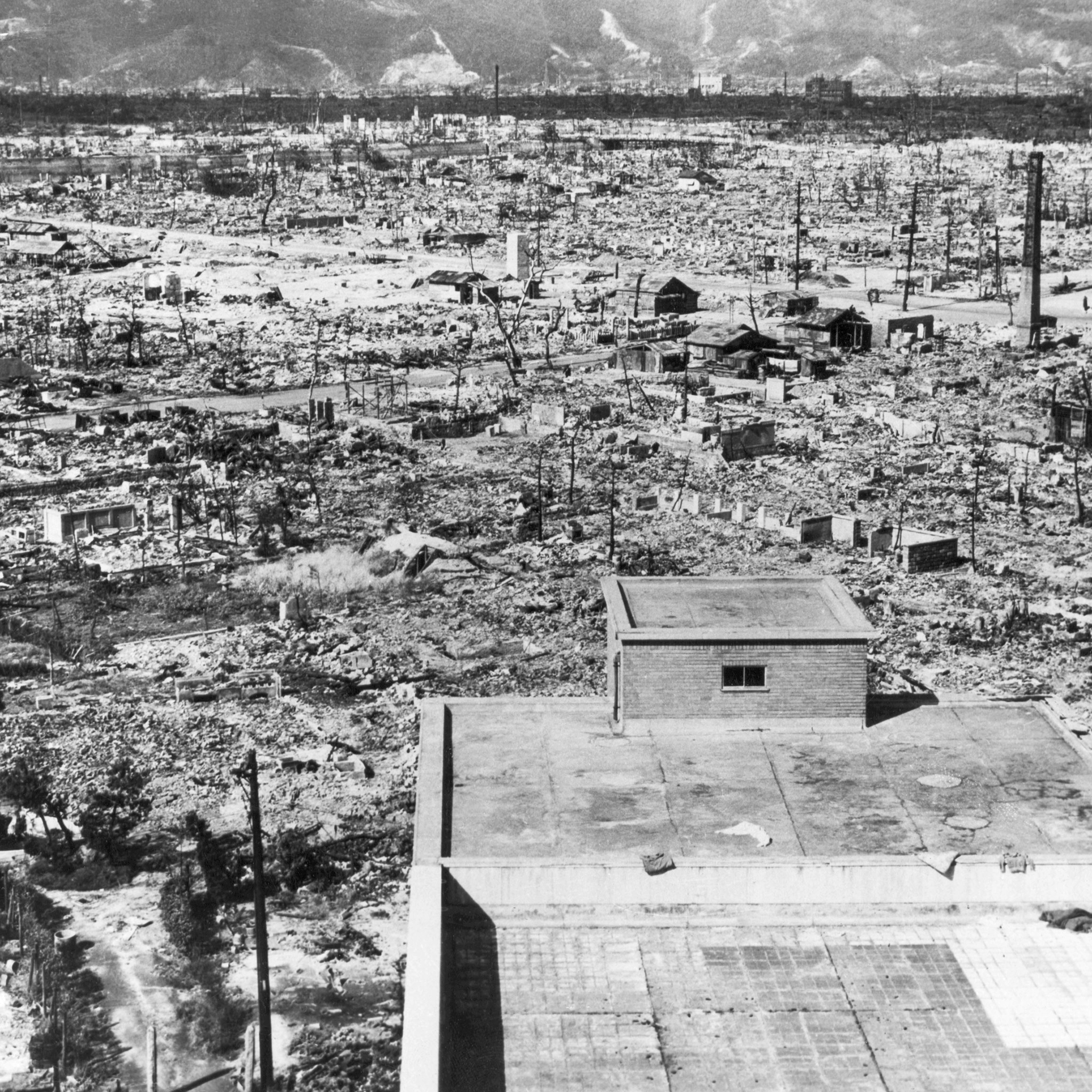
Dégâts dans le centre de Hiroshima à la suite de l'onde de choc, du souffle et des incendies.

#### Onde de choc et effet de souffle
- Effet direct, par barotraumatisme : lésions internes (tympans, sinus, poumons, tube digestif) dues à la variation brutale de pression au passage de l'onde. La résistance des tissus est significative aussi ce n'est pas la cause de la majorité des blessures. En effet, il faut une surpression de 100 kPa pour entraîner une lésion des tympans chez 50 % des personnes exposées[19]. De même que pour entraîner la mort de ces mêmes 50 % il faut une surpression de 300 kPa[20]. Par contre un mur en moellons s'effondre dès 15 kPa[21].
- Indirect, et plus meurtrier :
  - le passage de l'onde de choc provoque l'effondrement des bâtiments. Un grand nombre de victimes succombent ensevelies sous les décombres, d'autant que des incendies s'y développent rapidement. Par exemple, une surpression de 35 kPa assurant des destructions complètes à modérées sur la plupart des constructions se retrouvera à 700 m d'un engin de 1 kt, 3,2 km d'un engin de 100 kt et 6 km d'un engin de 1 Mt.
  - le souffle projette des débris (par exemple, le verre des vitres brisées transformé en projectile). Voici, par exemple, les distances estimées pour lesquelles surviennent des blessures perforantes graves par projection de débris pour 50 % des personnes exposées : 220 m pour un engin de 1 kt, 570 m pour 10 kt, 1,5 km pour 100 kt, 3,6 km pour 1 Mt.
  - le souffle déplace brutalement les victimes et les blesse par chute ou écrasement. Voici par exemple, les distances estimées pour lesquelles surviennent des blessures graves pour 50 % des personnes exposées par écrasement ou chute : 270 m pour un engin de 1 kt, 750 m pour 10 kt, 1,9 km pour 100 kt, 4,8 km pour 1 Mt.

#### Radiations
- Causes d'irradiation :
  - Irradiation instantanée au moment de l'explosion (irradiation externe par neutrons et rayons γ). Voici, par exemple, les distances estimées pour lesquelles surviendrait un décès pour 50 % des personnes exposées à cause de l'irradiation au moment de l'explosion (soit une dose de 4 Gray ou Gy) : 800 m pour un engin de 1 kt, 1 100 m pour 10 kt, 1,6 km pour 100 kt, 3,2 km pour 1 Mt. Des murs très épais apporteraient une certaine protection.
  - Irradiation par la radioactivité induite (activation neutronique) : au moment de l'explosion le bombardement par les neutrons rend les matériaux du sol et des bâtiments radioactifs près du point zéro par formation de radionucléides. Cette radioactivité diminue rapidement et est confinée à une zone où le rayonnement thermique a normalement déjà tout tué. À Hiroshima et Nagasaki on estime qu'elle représentait le premier jour, au maximum, une dose cumulée de 0,6 Gy. La dose cumulée du deuxième au cinquième jour représentait moins de 0,1 Gy[22].
  - Irradiation à la suite des retombées radioactives (surtout en cas d'explosion au niveau de la surface) : c'est-à-dire irradiation par les radionucléides produits par l'explosion. Ces radionucléides sont soit déposés au niveau du sol et de l'environnement (irradiation externe surtout par rayons γ), soit absorbés par l'organisme – par exemple, poussières déposées dans les voies respiratoires – (irradiation interne surtout par rayons β). La zone touchée par ces retombées peut, en fonction des vents, s'étendre sur des centaines de kilomètres. Ces radiations sont meurtrières, en particulier dans les premiers jours. Empiriquement, on peut estimer qu'une heure après l'explosion les victimes sont exposées à des débits de doses élevées jusqu'à 10 Gy/h à l'endroit des retombées. Toutes les 7 heures, ce débit est à diviser par dix. Au bout de 15 jours, ce débit n'est plus que de 1 mGy/h. La meilleure des protections serait d'évacuer la zone des retombées. Sinon le confinement à l'intérieur d'un bâtiment aux murs épais serait également une solution possible. À Hiroshima et Nagasaki (explosions aériennes), il y eut assez peu de retombées (dose cumulée totale au maximum de 0,4 Gy).
- Effets médicaux :
  - Syndrome d'irradiation aiguë. Au départ (quelques heures à quelques jours), une phase de prodromes : asthénie, céphalées, nausées, vomissements. Plus les signes surviennent précocement, plus le pronostic est sombre. Après une phase de latence (de quelques jours à quelques semaines) au cours de laquelle l'état de santé de la victime s'est amélioré, survient la phase aiguë : asthénie, céphalées, nausées, vomissements, diarrhées, immunodépression, perte des cheveux, hémorragies et éventuellement décès en quelques semaines à quelques mois. Sinon guérison avec ou sans séquelles (voir ci-dessous) en quelques mois. À Hiroshima et Nagasaki, quelques dizaines de milliers de personnes sont mortes du Syndrome d'irradiation aiguë dans les jours, les semaines et les mois qui ont suivi l'attaque.
  - Exposition in utero des fœtus, conséquence de l'irradiation de femme enceinte. Elle peut entraîner une mort in utero (avortement), un retard de croissance, un retard mental ou des malformations (non héréditaires)[23].
- Effets médicaux à long terme :
  - Séquelles du Syndrome d'irradiation aiguë : cataractes, stérilité (souvent réversible chez l'homme), augmentation de la fréquence des maladies pulmonaires, cardiaques ou digestives avec possible diminution de la durée de vie.
  - Cancers : tumeurs malignes solides et leucémies, conséquence de l'irradiation.
  - Pour estimer l'importance de ces effets à long terme, il faut se référer au suivi de 86 000 survivants de Hiroshima et Nagasaki[24],[25],[26].
    - Décès liés aux cancers : sur les 50 000 survivants suivis situés à moins de 2 500 m du point zéro au moment de l'explosion un excès de 428 cancers mortels liés aux radiations seraient survenus entre 1950 et 1990.
    - Excès de décès liés aux radiations autres que les cancers : ce nombre représenterait 50 à 100 % du nombre des décès par cancer liés aux radiations.
    - Au-delà de 2 400 m il n'y aurait que peu d'effets liés aux radiations.

### Effets sur la descendance de la population irradiée
L'altération des cellules germinales peut avoir des effets sur la descendance de la population irradiée. Elle peut provenir de l'irradiation externe ou interne, c'est-à-dire être provoquée par les éléments radioactifs incorporés au corps.
Des éléments de réponse permettent d'appréhender l'importance de ces effets mutagènes :
- les résultats du suivi des descendants des victimes d'Hiroshima et Nagasaki (30 000 enfants de parents irradiés, ce qui représente une population statistiquement significative) n'a pas permis d'observer une augmentation des malformations ou des troubles génétiques, du moins à la première génération. Si le risque mutagène existe, il peut sans doute être considéré comme faible[27],[28] ;
- chez les mammifères, l'expérimentation animale n'a pas mis en évidence l'apparition d'anomalies génétiques, même sur plusieurs dizaines de générations successivement irradiées. Ce qui renforce les conclusions précédentes. L'utilisation de rayons X pénétrants permet a priori d'étendre ces conclusions aux effets génétiques des irradiations internes[29].